# Église Notre-Dame-du-Sacré-Cœur de Maisons-Alfort
L'église Notre-Dame-du-Sacré-Cœur est une église paroissiale située sur la commune de Maisons-Alfort, dans le quartier de Charentonneau. Elle appartient à la paroisse Notre Dame du Sacré Coeur,.

## Historique
Cette église a été réalisée de mai 1908 à juillet 1909, en béton et brique.
Le chœur en a été réaménagé dans les années 1970.
Elle a été restaurée en 2016 par l'Œuvre des Chantiers du Cardinal, et le nouvel autel dédicacé par Mgr Michel Santier.

## Description
L'espace liturgique, réalisé en 2016, est l'œuvre d'Anne Bernot.
Elle est ornée de vitraux représentant des scènes du Nouveau Testament.
Le service pastoral est assuré par la Communauté des Béatitudes.